# Otto A. Strecker
Otto A. Strecker (* 19. November 1963 in Bonn) ist ein deutscher Management-Berater, Ökonom und Publizist.

## Leben
Strecker war nach dem Abitur an der Mülheimer Otto-Pankok-Schule, Bankausbildung und Studium der Wirtschaftswissenschaften zunächst als wissenschaftlicher Mitarbeiter an der Universität Bremen tätig und wurde in dieser Zeit bei Otto Steiger mit einer Dissertation auf dem Gebiet der internationalen Geldtheorie promoviert. Ab 1993 war er als Strategieberater bei dem Marketing-Beratungsunternehmen Gruber, Titze & Partner und nach dessen Übernahme bei Gemini-Consulting/CapGemini tätig. Von 1997 bis 2001 publizierte er das Fachmagazin Management-Berater. Seit 2000 ist Strecker geschäftsführender Gesellschafter der AFC Consulting Group in Bonn, einem Beratungsunternehmen im Bereich der Agrar- und Ernährungswirtschaft.
Seit 2007 ist er als Dozent für Agrarökonomie an der landwirtschaftlichen Fakultät der Rheinischen Friedrich-Wilhelms-Universität Bonn tätig, an der er im Jahr 2019 zum Honorarprofessor ernannt wurde.

## Veröffentlichungen
Ausgewählte Bücher
- Otto A. Strecker, Nicolas Heinrich, Elisabeth Gerwing, Lea Kirsten: Handbuch Regionalvermarktung – Lebensmittel und Agrarprodukte aus der Region. DLG-Verlag, Frankfurt am Main 2024, ISBN 978-3-7690-0866-1
- Otto Strecker, Otto A. Strecker, Anselm Elles, Hans-Dieter Weschke, Christoph Kliebisch: Marketing für Lebensmittel und Agrarprodukte. DLG-Verlag, Frankfurt am Main 2010, ISBN 978-3-7690-0757-2.
- Otto A. Strecker (Hrsg.): Food. Made in Germany: A directory to the food and beverage industries in Germany/North Rhine-Westphalia. Behr’s Verlag, Hamburg 2009, ISBN 978-3-89947-575-3.
- Otto A. Strecker et al. (Hrsg.): Krisenmanagement in der Lebensmittelindustrie. Behr’s Verlag, Hamburg 2006, ISBN 978-3-89947-302-5.
- Otto A. Strecker et al. (Hrsg.): Erfolgsstrategien für Lebensmittel. DLG-Verlag, Frankfurt am Main 2004, ISBN 978-3-7690-0628-5.
- Der Wandel ökonomischer Systeme: Entwicklung und Transformation aus monetärer Sicht an den Beispielen Thailands und Ungarns. Metropolis, Marburg 1994, ISBN 978-3-89518-018-7.
- Entwicklung in einer monetär gesteuerten Weltwirtschaft: die Verschuldungskrise der Dritten Welt aus der Sicht einer kreditorientierten Wirtschaftstheorie. Hänsel-Hohenhausen, Egelsbach 1993, ISBN 978-3-89349-638-9.

Ausgewählte Fachbeiträge
- Otto A. Strecker: Gütezeichen, schlechte Zeichen in: Absatzwirtschaft vom 5. September 2023
- Stefanie Bröring, Otto A. Strecker et al.: Beyond digitalization: major trends impacting the food system of the future in: Jörg Dörr und Matthias Nachtmann: Handbook on digital transformation in sustainable agricul-ture, Springer Nature, Berlin, 2022, S. 71–79
- Otto A. Strecker: Das Geschäft mit den Lieferdiensten: Hohe Verluste statt hohe Gewinne, Capital vom 4. September 2021 (Interview)
- Otto A. Strecker: Marketing-Chancen entdecken und nutzen: Wie Unternehmen mit Superfoods Geld verdienen und warum Verbraucher bereit sind, hohe Preisaufschläge zu bezahlen, in: Fleischwirtschaft, 05/2021, S. 66–68

Zeitschriften und Jahrbücher als Herausgeber
- Felix Breidenstein, Michael Hafemann, Andreas Lukas, Otto A. Strecker (Hrsg.): Jahrbuch Consulting (vorher Consulting in Deutschland. Jahrbuch für Unternehmensberatung und Management), Ausgaben 2000 bis 2002, FAZ-Buch, Frankfurt am Main.
- Otto A. Strecker (Hrsg.): Management-Berater. Zeitschrift für Unternehmensführung und Consulting. Management Berater Verl.-Ges., Frankfurt am Main 1997–2001.